# Juan Alberto Puiggari
Juan Alberto Puiggari (21 de novembro de 1949, Buenos Aires) é um clérigo católico romano argentino. Ele é arcebispo emérito do Paraná.

## Biografia
Juan Alberto Puiggari é filho do advogado Juan Alberto Puiggari e da Sra. Elida Etcheverry Boneo. Após concluir os estudos no Colégio San Pablo, em Buenos Aires, em 1967, recebeu formação sacerdotal de seu tio, o padre Luis María Etcheverry Boneo, que atualmente está em processo de beatificação. Esteve apostolicamente ligado à Associação Cultural Argentina, obra fundada e dirigida pelo padre Etcheverry Boneo, especialmente no Colégio San Pablo e na Agrupación Universitaria Misión.

### Educação e sacerdócio
Após concluir seus estudos universitários na Faculdade de Filosofia da Universidade Católica Argentina (1968-1973), realizou estudos teológicos no Seminário Arquidiocesano do Paraná (1973-1976) e foi ordenado sacerdote pelo arcebispo, Dom Adolfo Servando Tortolo, em 13 de novembro de 1976. Desde então, foi incardinado na arquidiocese do Paraná, onde colaborou com os arcebispos Adolfo Tortolo, José María Mestres e Estanislao Esteban Karlic.
Desde 1977, ele faz parte da equipe de superiores do Seminário Arquidiocesano Nossa Senhora do Cenáculo, onde foi professor de filosofia e reitor de 1992 a 1997. Foi também membro do Colégio de Consultores e do Conselho Presbiteral da Arquidiocese do Paraná.

### Episcopado
Em 20 de fevereiro de 1998, o Papa João Paulo II o nomeou bispo titular de Turuzi e bispo auxiliar do Paraná. Recebeu a ordenação episcopal no dia 8 de maio do mesmo ano, na Catedral de Nuestra Señora del Rosario, Paraná, pelo Arcebispo Estanislao Esteban Karlic; os principais co-consagradores foram Luis Guillermo Eichhorn, Bispo de Gualeguaychú, e Mario Antonio Cargnello, Bispo de Orán.
Mais tarde, em 7 de junho de 2003, o Papa João Paulo II o nomeou Bispo de Mar del Plata. Foi instalado em sua sé em 10 de agosto de 2003. Na Conferência Episcopal Argentina, durante esse governo em Mar del Plata, foi membro da Comissão de Ecumenismo, Relações com o Judaísmo, o Islamismo e as Religiões.
Monsenhor Puiggari recebeu sua nomeação como Arcebispo do Paraná pelo Papa Bento XVI em 4 de novembro de 2010. Sua instalação aconteceu em 7 de março de 2011. Durante o seu mandato, esforçou-se por estabelecer um diálogo com a liderança política de todos os partidos. Também teve que enfrentar conflitos devido a acusações de pedofilia contra dois padres da sua diocese e foi convocado para prestar depoimento.
O Papa Leão XIV aceitou sua renúncia por idade em 28 de maio de 2025.